# Lochend
Lochend est une banlieue résidentielle d'Édimbourg en Écosse.

## Géographie
Lochend est situé dans la partie ouest de Restalrig, à la frontière entre Leith et The Canongate (en) , à environ trois kilomètres du centre-ville d'Édimbourg.

## Histoire
Lochend doit son nom à Lochend Castle (en) et au loch adjacent. Cette banlieue se compose en grande partie d'un lotissement public datant des années 1930 et est délimitée à l'ouest par Easter Road,.
Le loch Lochend est alimenté par des sources souterraines. Il était autrefois utilisé pour l'approvisionnement en eau courante de Leith, mais a été partiellement comblé dans les années 1960 pour réduire la profondeur de l'eau pour des raisons de sécurité. Il est maintenant clôturé et partiellement envahi. Il forme un élément central de Lochend Park (en). À proximité, le château de Lochend a été en grande partie démoli au XVIe siècle et les éléments conservés datent du XIXe siècle. Un colombier du XVIe se dresse dans le parc de Lochend.
Jacques IV est venu à Lochend pour chasser la sauvagine en septembre 1507.

## Personnalité
- John Campbell (1807-1855), officier, y est né.